# Reeducarea în România comunistă
Reeducarea în România comunistă a fost un ansamblu de procese demarat după instalarea regimului comunist la sfârșitul celui de-al Doilea Război Mondial, având ca țintă populația țării in general, respectiv elementele considerate ostile regimului, în particular. Acest articol se ocupă de cea de-a doua categorie, în speță prizonierii politici din închisorile și lagărele de muncă forțată. Scopul reeducării era îndoctrinarea elementelor vizate cu ideologia marxist-leninistă, ceea ce fi urmat să rezulte în lipsa unei rezistențe active sau pasive la adresa partidului comunist. Din acest motiv, principala țintă a reeducării au fost deținuții politici. Reeducarea s-a efectuat fie prin mijloace pașnice, de convingere: propagandă comunistă, fie prin mijloace violente de tipul reeducării de la Pitești.

## Fundamentul teoretic

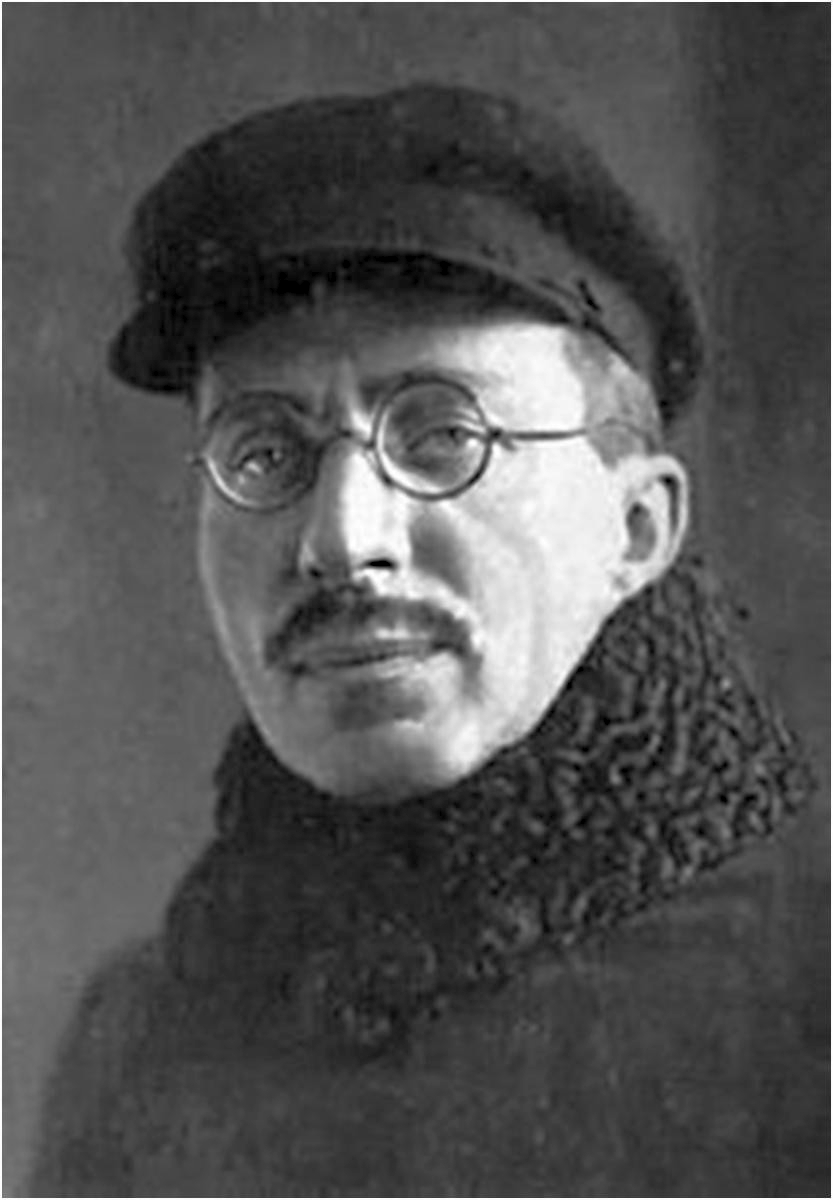
Anton Makarenko, părintele reeducării sovietice.

Substratul teoretic pentru reeducarea comunistă l-au constituit principiile fundamentate de Anton Semionovici Makarenko, un pedagog sovietic născut în 1888 în Ucraina. Având ca pregătire teoretică un curs de pedagogie de un an, din 1920 până în 1932 devine liderul, pe rând, al unei colonii de delincvenți minori vagabonzi, respectiv al unei colonii pentru minori. Principiile pe care le-a folosit în educația acestor copii au fost enunțate ulterior în lucrările sale Poemul Pedagogic, respectiv Marșul Anului '30.
Pedagogia lui Makarenko se mulează practic ideologiei comuniste. În primul rând, se bazează pe colectiv, o noțiune centrală a pedagogiei sovietice, și nu pe individ. Aceasta se situează în contrast cu pedagogia capitalistă, burgheză, centrată pe individ. Colectivul este văzut ca un tip de organizare cu caracteristici ideologice, și conducere unică, asemănătoare partidului comunist.
Însă principala idee a pedagogiei rezidă în distincția observată între educație și reeducare. Dacă educația unui individ presupune o evoluție îndelungată, reeducarea acestuia se poate face doar printr-o așa numită explozie, un șoc care sa-i spulbere vechile principii și sa-l facă ușor influențabil pentru inocularea unor noi idei.
„Zguduiți în însăși natura atitudinii lor față de societate, puși față în față cu forța ei, acești componenți n-au timp de fapt să aleagă și să se hotărască, pentru că sunt târâți de avalanșă , care îi duce fără să-i mai întrebe ce vor sau ce nu vor. Puși în fața necesității de a lua o hotărâre imediată, ei nu sunt în stare să se ocupe de analiză și să scotocească, poate pentru a suta oară, în raționamentele lor meticuloase cu privire la interesele, capriciile și poftele lor, cu privire la 'nedreptățile' suferite de la alții. Supunându-se în același timp sugestiei emoționale a mișcării colective, ei fac, în sfârșit, să explodeze într-înșii foarte multe reprezentări, dar nici nu apucă bine să se înalțe în aer sfărâmăturile acestora, că în locul lor apar noi imagini, reprezentări despre dreptatea și forța măreață a colectivului, fapte sesizabile ale propriei lor participări la colectiv, la mișcarea lui, primele elemente de mândrie și primele senzații dulci ale propriei lor victorii.”—Anton Semionovici Makarenko - Opere pedagogice alese, pag. 333-334 
Explozia lui Makarenko are loc ea însăși în colectiv. Astfel, reeducatul, neavând nicio alta șansă, caută scăparea tocmai în integrarea în colectivul care l-a încolțit. Individul nu mai există, doar colectivul. Acest principiu educațional va constitui fundamentul reeducării de la Pitești.
În fine, definiția moralității a constituit un alt factor important. Aceasta urmează idea enunțată de Lenin, care afirma că orice acțiune care urmărește interesul partidului este morală, respectiv orice acțiune care dăunează partidului este imorală. Morala în sine nu este fixă, ea depinde de nevoile colectivului. O anumită atitudine poate fi la un moment în timp morală, iar în alt moment, imorală, iar pentru a decide, membrul colectivului(partidului) are la dispoziție linia trasată de acesta.

## Context
În luna martie 1949 se înființează Serviciul Operativ, prima denumire a Securității închisorilor, din inițiativa lui Gheorghe Pintilie, șeful Securității. Primul ei șef a fost Iosif Nemeș. Serviciul Operativ se subordona conducerii centrale a Siguranței și nu Direcției Generale a Penitenciarelor. DGP se ocupa de detaliile administrative, de multe ori la indicațiile Securității, în timp de Serviciul Operativ se ocupa cu activitatea informativă din închisori. După definitivarea structurii, traseul informațiilor era următorul: odată obținute de informatori, acestea ajungeau la ofițerul politic al închisorii, care le înmâna direct șefului Serviciului Operativ. Informațiile erau analizate iar rezumatul acestora, împreună cu dosarele originale, erau înmânate mai departe Securității.
După instaurarea regimului comunist în România, a urmat, din punct de vedere al sistemului carceral, o perioadă de tranziție. Până în 1947, regimul penitenciar era relativ lejer. Deținuții politici primeau pachete, aveau dreptul la cărți, vorbitor și organizări culturale în incinta închisorilor. Treptat Siguranța (ulterior Securitatea) a înăsprit condițiile, pe măsură ce întreg sistemul informațional comunist din România s-a definitivat. Vechii gardieni au fost înlocuiți cu cei adaptați noului sistem, regimul de detenție s-a deteriorat, bătaia și tortura în anchetă au devenit practică curentă, împreună cu procesele aranjate.
„Acolo, la Suceava, au urmat anchetele - după cum v-am povestit mai-nainte - într-o atmosferă infernală, de nu te puteai odihni noaptea de răcnetele femeilor care erau bătute, anchetate, de țipetele celor torturați, de cei care erau aduși pe brațe în celulă vineți, cu tălpile zdrobite. (...) Era o atmosferă infernală!”—Interviu realizat de M. Stănescu cu un fost deținut politic de la Suceava, sub protecția anonimatului.
Inițial, țintă predilectă a regimului o reprezentau legionarii și foștii membri ai partidelor istorice, văzuți ca principalul pericol. Ulterior li s-au alăturat și opozanții colectivizării, "frontieriști" - cei care încercau să fugă din țară, membrii rezistenței armate și în general, cei care se opuneau regimului comunist, chiar dacă în mod pașnic.
Regimul comunist nu vedea pedeapsa cu închisoarea ca pe o formă de îndreptare a deținutului, ci ca pe o metodă de eliminare a acestuia din viața socială și politică, și, eventual, de convertire, de reeducare a acestuia după linia partidului.

## Locuri de detenție

### Suceava
La Suceava erau încarcerați legionarii din Regionala Moldova de Nord și Centrală, ajunși aici după marele val de arestări din noaptea de 14-15 mai 1948.
Cei doi inițiatori, dintre deținuți, ai reeducării din închisoare au fost Alexandru Bogdanovici, respectiv Eugen Țurcanu. Bogdanovici avea o bogată activitate legionară în urmă: arestat întâia oară în 1943, a fost condamnat la 6 luni de închisoare corecțională; a doua condamnare, 3 ani, urmează în 1945, pentru acțiuni de rezistență pe muntele Ciucaș. La ultima arestare, în 1948, era efectiv șeful Corpului Studențesc Legionar Iași.
Eugen Țurcanu a fost arestat pe 3 iulie 1948, ca fost membru al Frățiilor de Cruce (FDC 36 Câmpulung) și pentru participarea nedeclarată la ședințe legionare.
„Țurcanu avea un aspect fizic plăcut, atletic, trecut de înălțimea medie, ochi pătrunzători, părul negru și des ca peria[,] și cu o voce baritonală, care, atunci când striga îți spărgea timpanele. Era un om hotărât, inteligent[,] ce acționa fără menajamente, intransigent și intolerant.”—Gheorghe Bâgu, Mărturisiri din perioada comunistă. Portrete, eseuri și schițe. pag. 7-8
Deși în această perioadă anchetele Siguranței erau deja marcate de evenimente violente, reeducarea propriuzisă de la Suceava a fost non-violentă. Începută de Bogdanovici în octombrie 1948, ea consta în: propagandă comunistă în grupurile deținuților legionari, propagandă anti-legionară, comunicări despre tezele materialismului istoric, lecturi din operele lui Lenin și istoria Uniunii Sovietice, compunerea de poezii și cântece comuniste etc. S-a înființat - de către Țurcanu - chiar și Organizația Deținuților cu Convingeri Comuniste (ODCC), care copia fidel structura organizațiilor comuniste și ai cărei membrii erau cei care aderau acțiunii de reeducare. În cele din urmă, acțiunea de reeducare s-a extins în toată închisoarea, în fiecare cameră existând un "comitet de reeducare", care coordona activitățile.
Dintre cei are au participat la acțiunile de la Suceava, pe lângă Bogdanovici și Țurcanu, și ulterior, au stat la baza reeducării din alte penitenciare (încadrarea la Suceava era doar temporară, până la finalizarea anchetei și a procesului, urmând ca ulterior deținuții să fie repartizați la închisorile de execuție a pedepsei) s-au remarcat: Constantin Bogoș, Virgil Bordeianu, Alexandru Popa, Mihai Livinshi, Maximilian Sobolevski, Vasile Pușcașu sau Dan Dumitrescu.
Motivele afilieri acestor foști legionari mișcări de reeducare sunt variate, dar aici de pot încadra speranța unei eliberări mai rapide după pedepsele „generoase” primite în urma proceselor precum și obținerea unor facilități în închisoare (pachete, corespondență). Până în aprilie 1949 aderaseră la reeducare aproximativ 100 de deținuți.

### Pitești
Închisoarea Pitești era destinată, începând cu septembrie-octombrie 1948, deținuților studenți legionari. Directorul ei, la momentul respectiv, era Alexandru Dumitrescu. Ca urmare a restructurării Siguranței și a apariției Serviciului Operativ, în fiecare închisoare se înființează un Birou Operativ, condus de un ofițer politic. Primul ofițer politic repartizat la Pitești a fost Ion Marina.

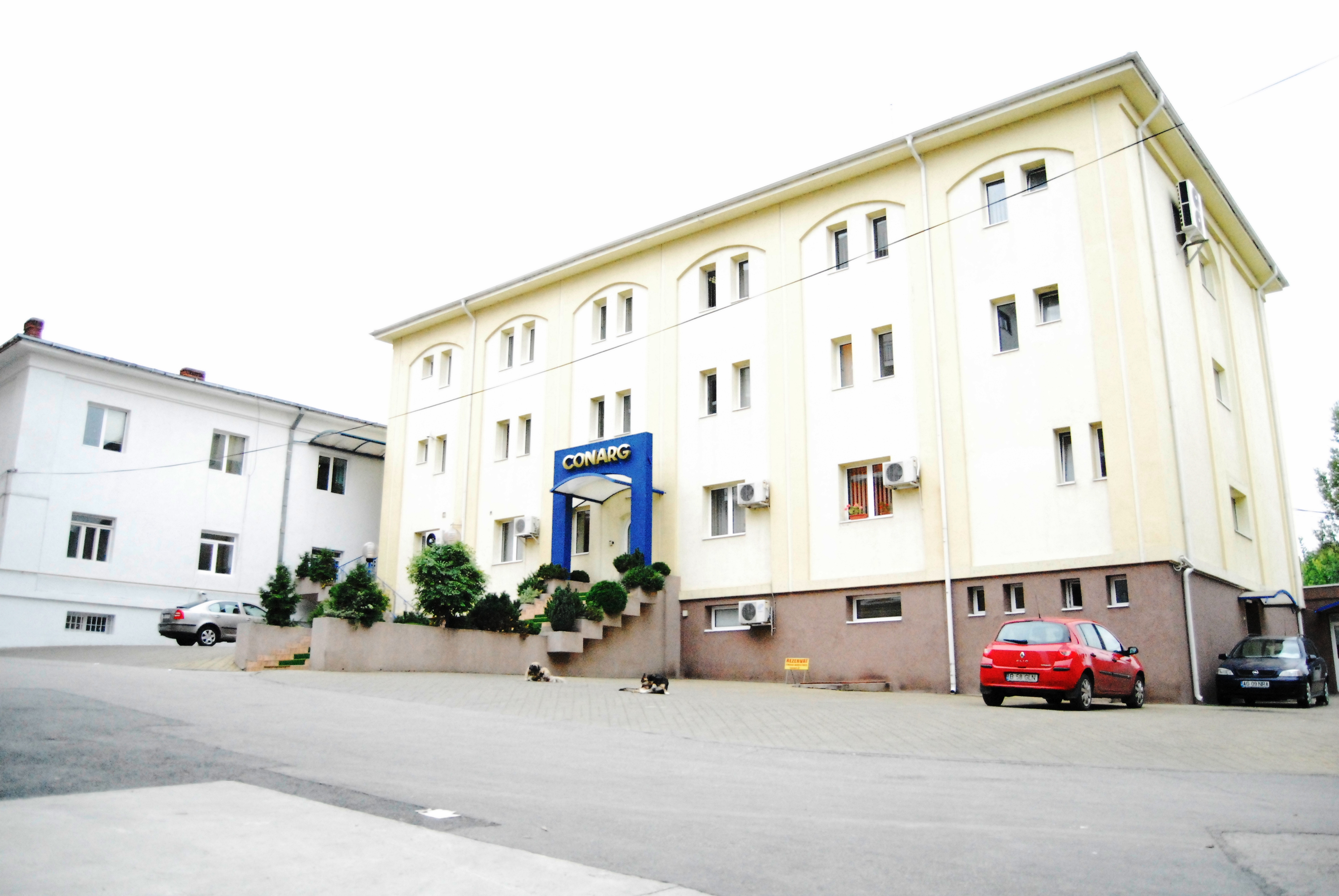
Închisoarea Pitești, locul unde a fost inițiată reeducarea violentă, acum clădire în proprietate privată.

Grupul din care făcea parte Eugen Țurcanu a fost transferat de la Suceava la Pitești pe data de 21 aprilie 1949. În timp, Țurcanu a devenit informator pentru Biroul Operativ, fiind susținut și de directorul Serviciului Operativ, Iosif Nemeș. Realizând că metodele nonviolente de reeducare nu sunt eficiente, deținuții refuzând afilierea la programul comunist iar cantitatea utilă de informații strânsă fiind redusă, la sugestia lui Țurcanu și Marina, respectiv cu acceptul directorului închisorii și cu cel al directorului SO, se va porni o acțiune violentă de reeducare a deținuților.
Condițiile de la Pitești erau optime pentru pornirea operațiunii. În cea de-a doua parte a anului 1949, regimul penitenciar s-a înrăutățit considerabil: secțiile închisorii au fost izolate, iar posibilitățile de comunicare între deținuți întrerupte. Celulele erau supra-aglomerate iar conținutul caloric al mâncării scazut (maxim 1000 calorii pe zi). Asistența medicală era aproape nulă, ieșirea la program se făcea în grup; mulți deținuți nu ajungeam în timpul alocat la veceu și își făceau nevoile în gamelele de mâncare, pe care apoi le spălau. Gardienii îi băteau pe deținuți, iar pedepsele cele mai severe includeau introducerea la casimcă, o celulă mică, fără lumină și aerisire, foarte rece, cu podeaua inundată de apă și urină. Totodată, după deciderea derulării acțiunii, în jurul închisorii au fost construite ziduri exterioare, iar în perimetrul penitenciarului, curțile interioare și exterioare, separate până la momentul respectiv prin garduri de sârmă, au fost complet izolate prin ziduri de beton.
Reeducarea violentă a început la data de 25 nioembrie 1949, în camera 1 corecție, inițiat de un grup condus de Eugen Țurcanu. Dispozitivul reeducării și metodele de tortură s-au perfecționat de-a lungul timpului, dar procedeul a rămas în sine același. Inițial, într-o celulă erau introduse două grupuri: grupul reeducatorilor(grupul de șoc), respectiv grupul de reeducat. Mutările în interiorul închisorilor se făceau la indicațiile ofițerilor politici.
În prealabil, prin rețeaua informațională a închisorii (din care făceau parte inclusiv cei din grupul reeducator), se strângeau detalii compromițătoare despre viitoarele victime. (de exemplu: apartenența legionară, omisiuni din timpul anchetelor, activitate anti-comunistă nedeclarată). Aceștia se infiltrau printre deținuți, devenind apropiați în condițiile regimului de detenție. După o perioadă de tatonare, în care membrii grupului de reeducat erau chestionați cu privire la atitudine lor față de mișcarea legionară, partidul comunist, respectiv li se cerea să-și facă demascarea și să participe la reeducare, (adică să-și denunțe toate activitățile anti-comuniste și să adere grupului de orientare pro-regim) urmau bătaia și tortura opozanților. Aceasta etapă reprezenta „explozia” lui Makarenko, și se făcea în colectiv, procesul reeducativ fiind o acțiune de masă, nu una individualizată.

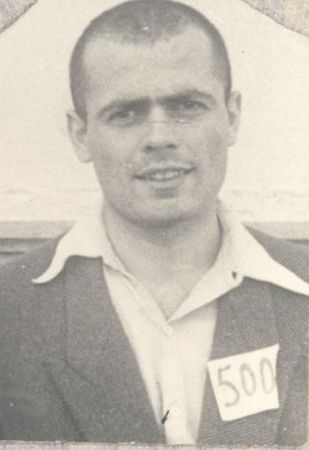
Eugen Țurcanu, liderul reeducării de la Pitești.

Bătăile erau de multe ori de o bestialitate ieșită din comun, deținuții erau loviți cu bâtele sau călcați în picioare, uneori fiind de nerecunoscut după ieșirea din dispozitiv. Torturile erau variate; dacă inițial vizau fie umilirea deținuților, care erau obligați să-și pună tineta în cap, să sară ca broasca, să se târască pe jos, să mănânce fără să-și folosească mâinile, fie atingerea unei uzuri fizice care îi făcea mai maleabili: erau privați de apă zile întregi sau obligați să stea în poziții chinuitoare: culcat pe spate, cu capul ridicat și cu un ac sub ceafă; sau să scoată și să bage la loc șireturile în încălțăminte ore în șir, fie, pentru cei mai rezistenți, se urmărea o totală destabilizare psihică: erau obligați să mănânce fecale, să se comporte ca porcii la masă (să mănânce fără tacâmuri și să grohăie de plăcere), să meargă în patru labe, în cerc, fiecare lingând anusul celui din față sau în timpul slujbelor religioase înscenate să recite versuri obscene și să facă gesturi perverse.
În momentul „șocului”, după bătaie și umilire, venite de multe ori din partea celor pe care îi considerau prieteni, deținuții mai erau supuși unei presiuni: administrația le întorcea și ea spatele. Gardienii participau de multe ori la bătăi, cei răniți primesc din partea sanitarului un tratament sumar, în celulă, nu la infirmerie, și doar dacă acceptau să-și facă demascarea, iar inspecțiile periodice, care găseau deținuți de multe ori mutilați, tratau subiectul cu sarcasm dovedind astfel că starea de fapt era cunoscută autorităților și acceptată de acestea. Astfel, erau înștiințați că nu se puteau aștepta de la niciun fel de ajutor, din interiorul închisorii, sau din afara acesteia. Bătaia sistematizată și torturile continuau până când deținuții își făceau demascarea.
Procesul de demascare era împărțit în mai multe faze.
Prima fază o constituia demascarea externă, prin care deținutul mărturisea toate acțiunile îndreptate împotriva regimului, în trecut și prezent. La rândul ei, această fază este împărțită în doi timpi:
- demascarea din interior: deținutul era forțat să-și denunțe toate activitățile susceptibile a fi împotriva regimului penitenciar și administrației închisorilor, de la încarcerare până în prezent. Scopul administrației era să afle toate activitățile subversive din închisoare, respectiv "corectitudinea" participanților la reeducare. Demascările aveau loc în public, sub supravegherea reeducatorului, iar deținuții care participau trebuiau să participe și ai activ, punând întrebări celui vizat.
- demascarea din exterior: deținuții își declarau activitatea de dinainte de arestare, punctând asupra elementelor care ar putea viza/leza interesele partidului comunist: organizații subversive (exȘ rezistența armată), persoane care favorizau trecerea frontierei, activitatea partidelor istorice după dizolvare, acte comise împotriva comuniștilor pe timp de război, date privitoare membrilor de partid, probleme de spionaj, etc.

Cea de-a doua fază o reprezenta demascarea internă, în care deținuților li se impunea prezentarea unei autobiografii; cu cât mai negativă, cu atât mai mult demonstra schimbarea radicală de gândire și orientarea spre curentul progresist. Deținuții erau obligați să se prezinte pe ei și familiile lor ca imorali, criminali, incestuoși, scelerați, în public, în fața grupului. Acțiunile anti-regim care aveau ca și consecință prezența lor în închisoare erau prezentate astfel prin filtrul acestui mediu depravat de educație, din care sunt salvați de acțiunea colectivă de reeducare.
Cea de-a treia fază: postdemascarea, consta în discuții de doctrină și practică comuniste. Dacă în prima fază se probează desprinderea de trecut, iar în cea de-a doua fază se confirmă această desprindere, postdemascarea îi conferă un fundament doctrinar care are rolul de a o face definitivă.
Deținuții care își făceau demascarea erau încadrați în dispozitivul de demascat și obligați să-i bată/tortureze pe ceilalți. Uneori, cei demascați erau trecuți din nou prin reeducare, din diferite motive: erau prinși că nu declaraseră tot, fie se considera ca "nu băteau bine". Țurcanu era reeducatorul șef de drept al deținuților, el decidea dacă deținuții spuneau adevărul, numea comitetele de reeducare și le repartiza pe celule, participa direct la violențe și torturi iar reeducații își faceau demascările în fața lui.

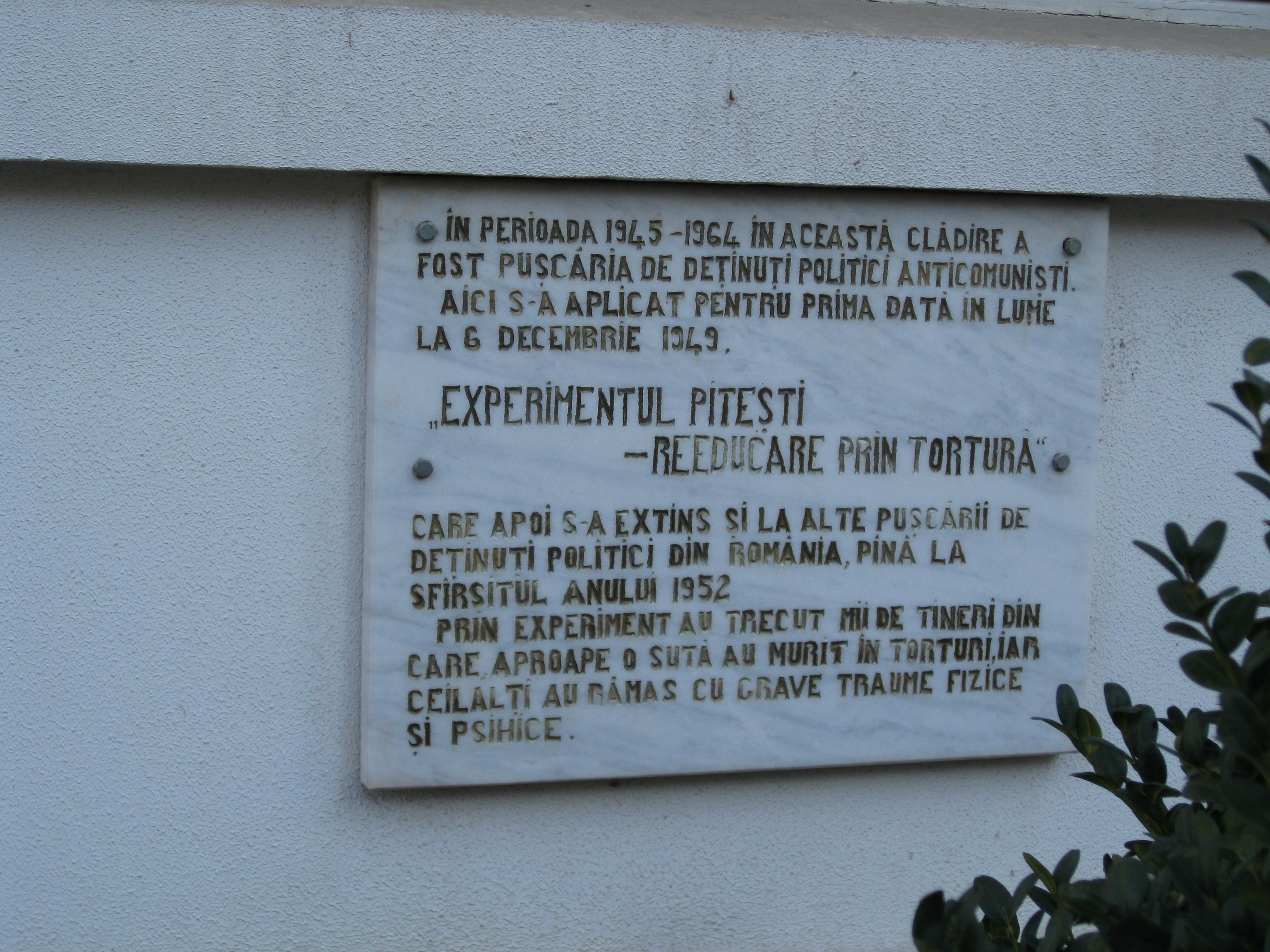
Placă memorială plasată la intrarea în fosta închisoare.

Închisoarea avea forma literei T, iar deținuții erau încarcerați în funcție de categoria de pedeapsă pe care o primiseră după proces: corecția la etajul I, pe capul T-ului, temnița grea și muncă silnică pe cele două laturi ale cozii T-ului, tot la etajul I; deținuții în carantină erau încarcerați la subsol, secția lagăr, la parter, iar la etajul II se aflau cei aflați în detenție administrativă, adică cei care nu trecuseră încă prin proces, administrația căutând încă dovezi împotriva lor. Reeducarea, începută inițial în camera 1 corecție, se va muta în camera 4 spital (cea mai mare - putea acomoda peste 60 de deținuți) aceasta constituind principalul loc de procesare al deținuților. În timp, se va extinde și la secțiile temniță grea și muncă silnică.
Tortura fizică și psihică fiind devastatoare, unii prizonieri au încercat să se sinucidă, tăindu-și venele cu cioburi de sticlă. Gheorghe Șerban și Gheorghe Vătășoiu s-au sinucis aruncându-se prin golul scărilor, înainte de instalarea plaselor de siguranță. Mulți au murit în urma bătăilor și torturilor, precum și în lipsa asistenței medicale. Alexandru Bogdanovici, unul dintre inițiatorii reeducării la Suceava, considerat oportunist în timpul detenției la Pitești, a fost torturat în continuu de Țurcanu și ceilalți foști colegi, până la moartea acestuia, pe 15 aprilie 1950.
La începutul lui mai 1950 are loc o reorganizare a Securității închisorilor, Tudor Sepeanu înlocuindu-l pe Iosif Nemeș. În februarie 1951, Sepeanu va fi înlocuit la rândul său cu Alexandru Roșianu. După preluarea Serviciului Operativ de către Sepeanu, la indicațiile acestuia, ofițerul politic va fi și el înlocuit, pe 1 iunie Mihai Mircea luându-i locul lui Ion Marina. Aceste schimbări nu vor îmbunătăți cu nimic situația deținuților, reeducarea continuând până la mijlocul anului 1951. În timp, mulți deținuți trecuți prin reeducarea de la Pitești vor fi transferați la alte închisori. Publicitatea negativă din jurul acestui fenomen, ancheta colonelului Ludovic Czeller, șeful Corpului de Control Administrativ al DGP din iulie 1951, în urma căreia o mare parte din personalul închisorii a fost destituit sau transferat (Alexandru Dumitrescu a fost înlocuit cu Anton Kovacs) și transferul tuturor deținuților politici de la Pitești la Gherla, în frunte cu Țurcanu, la 29 august 1951, au condus la încetarea reeducării violente din această închisoare.
Bilanțul reeducării de la Pitești: 22 de morți și peste o mie de mutilați fizic și psihic.

### Târgșor
În 1948, închisoarea din Târgșor devine loc de detenție pentru elevi, fie legionari, fie din alte organizații considerate subversive de către regimul comunist. Anterior fusese închisoare militară din 1882. Închisoarea era împărțită în două secții, una fiind rezervată elevilor, cealaltă polițiștilor și foștilor membrii ai Siguranței. În prima secție, încarcerații aveau, în medie 16-20 de ani. Inițial, regimul era relativ lejer: primirea pachetelor (inclusiv a cărților) era permisă, deținuții puteau primi bani iar o data pe lună un gardian întocmea liste cu cumpărături, mâncarea era la un nivel acceptabil iar personalul închisorii, în frunte cu directorul Spirea Dumitrescu, facea tot ce era cu putință pentru protejarea deținuților.
După schimbarea destinației închisorii, aici se construiește un atelier de țesătorie, în vederea creării unui cadru de reeducare prin muncă, cât despre îndoctrinare, directorul și directorul adjunct organizau ședințe de reeducare la care se țineau prelegeri despre diferite capitole din operele lui Marx și Engels. În timp însă, situația va degenera, cel puțin din punct de vedere al regimului carceral ajungând la nivelul celorlalte închisori de deținuți politici din țară.
În august 1949 sosește de la Suceava un grup de aproximativ 100 de deținuți din care peste jumătate erau aderenți la reeducare. Aceștia înființează un Comitet de conducere a reeducării, și inițiază contactul cu administrație închisorii pentru a obține sprijinul acesteia și represalii împotriva opozanților. Până în martie 1950, aceștia vor ajunge să controleze toate punctele cheie din închisoare, de la ateliere și birouri până la magazie, bucătărie, respectiv primirea și distribuirea pachetelor. Închisorii i se repartizează și un educator politic, rol deținut pe rând de Iancu Burada, respectiv Dumitru Antonescu. Aderența la reeducare era opțională, dar venea cu o serie de avantaje, în timp ce opozanții erau reprimații, fie prin trimiterea la izolare, fie prin eliminarea din pozițiile privilegiate. Se înființează detașamentul 23 August, care conținea aderenții la reeducare, echivalentul ODCC-ului de la Suceava, care va număra în timp între 70 și 120 de deținuți. Activitățile reeducative se limitau la citirea articolelor din Scînteia sau a unor capitole din opere de orientare progresistă.
În iulie-august 1950, în urma unei inspecții a unor ofițeri superiori din Securitate și Ministerul de Interne, directorul Dumitrescu este înlocuit cu căpitanul Valeriu Negulescu, caracterizat ca "o bestie cumplită". Secția rezervată polițiștilor și Siguranței se mută la închisoarea Făgăraș, în locul ei fiind mutați o parte din deținuții elevi iar condițiile se înrăutățesc. Cărțile și bunurile personale au fost confiscate; pentru a preveni evadările, au fost predate paltoanele, cojoacele și mănușile; ieșirile la aer au fost sistate, calitatea hranei a scăzut iar pachetele au fost interzise. Regimul instaurat de noul comandant nu făcea distincție între aderenții la reeducare și opozanții ei. Au început și bătăile, odată cu Negulescu sosind și noi gardieni, instruiți în școala Jilavei.
Un astfel de exemplu este dat după evadarea lui Ion Lupeș, în noiembrie 1950, când directorul și gardienii i-au bătut violent pe deținuți:
„Își scosese pistolul din buzunar[,] și astfel[,] cu pistolul într-o mână și cu ciomagul în cealaltă[,] lovea nebunește. Gardienii îl imitau cu docilitate. (...) Ca să nu-și murdărească cizmele[,] gardienii săreau de pe un deținut pe altul și au tot lovit până au obosit.”—Gheorghe Andreica, Târgșoru Nou, pag. 206
Între octombrie și 20 decembrie 1950, închisoarea se va elibera. O parte din deținuți va fi trimisă la Canal, o parte la Gherla, unde vor fi trecuți prin reeducare, iar o parte vor fi eliberați. Spre diferență de Pitești, la Târgșor reeducarea nu a luat forme violente, din mai multe motive: elevii nu erau considerați ca deținători a mari secrete, acțiunea nu a fost sprijinită la început de către administrație iar după schimbarea acesteia, structura închisorii (erau trei camere de detenție - dormitoare - care comunicau unele cu altele) nu permitea izolarea necesară „șocului”.

### Gherla
La jumătatea anului 1950, când sunt transferate aici primele grupuri trecute prin reeducarea de la Pitești, închisoarea Gherla număra în jur de 1500 de deținuți. Aici erau încarcerați categoriile sociale muncitori și țărani, iar din ordinul DGP au fost înființate două secții principale, una mecano-metalurgică și una de tâmplărie mecanică și manuală, fiecare având mai multe ateliere unde munceau prizonierii. După succesul inițial înregistrat la Pitești, regimul a început să răspândească reeducarea și în alte centre de detenție, iar din motive ideologice - muncitorii și țăranii fiind clasele sociale privilegiate de ideologia comunistă - Gherla a fost printre primele beneficiare ale acestei extinderi.
Directorul închisorii, începând cu 1 februarie 1949 era Tiberiu Lazăr, evreu născut la Budapesta, căruia părinții, prima soție și un copil îi muriseră în lagărul de la Auschwitz. Din primăvara anului 1949, ofițer politic a fost Dezideriu Iacob. În perioada când Lazăr a fost director, bătaia era o practică curentă. De exemplu, în cea de-a doua zi de Paște a anului 1950, a organizat o bătaie comună a peste o sută de deținuți, în curtea închisorii:
„Deținuții indicați în aceste liste au fost adunați și scoși în curtea penitenciarului, unde Dl. Lazăr Tiberiu i-a aranjat în cerc, prin flanc[,] câte unul, dându-le ordin să meargă în pas alergător, dânsul aflându-se în mijlocul cercului. Apoi, a dat ordin Dlui milițian Fulop Martin să-i aducă două ciomege, cu care se cărau ciuberele cu mâncare și a început să-i bată pe deținuți, care alergau în cerc, cu aceste ciomege, lovindu-i unde nimerea: peste spate, peste picioare, peste cap etc. Deținuții care cădeau jos erau bătuți cu picioarele și obligați să se ridice și să continue să alerge. / Când Dl. Lazăr Tiberiu scăpa ciomagul din mână, Dl. Fulop Martin i-l dădea pe celălalt, pregătit în acest scop.”—Alexandru Popa - Proces-Verbal de Interogatoriu, 25/08/1953, în Memorialul ororii, pp.210-211

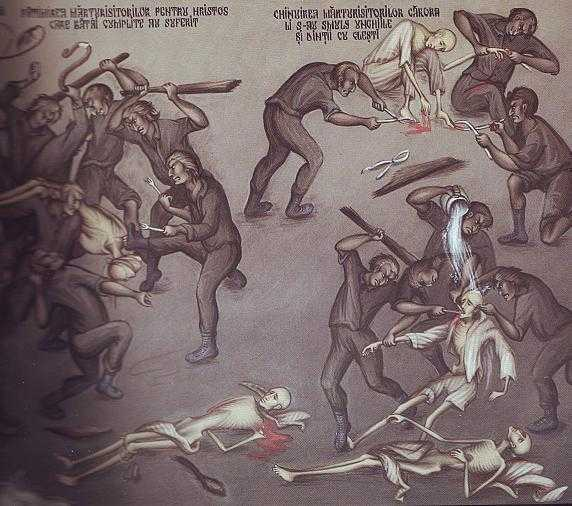
Detaliu din Icoana noilor martiri ai pământului românesc, mănăstirea Diaconești, ilustrând torturile deținuților de la Gherla.

Cei mai importanți informatori ai administrației, care pe viitor vor juca un rol important în acțiunea de la Gherla, dar care nu trecuseră prin cea inițială de la Pitești, erau Alexandru Matei, Octavian Grama, Constantin P. Ionescu și Cristian Paul Șerbănescu. Primul grup trecut prin reeducarea de la Pitești, numărând 70-80 de deținuți, a sosit la data de 7 iunie 1950. Printre cei mai importanți membri din acest grup, recomandați pentru a fi folosiți ca informatori de către Biroul Inspecții, erau: Alexandru Popa, Vasile Pușcașu, Constantin Bogos, Vasile Andronache și Mihai Livinschi. Aceștia se vor alătura grupului rezident de la Gherla și vor constitui nucleul reeducării din acest centru.
Înainte de începerea acțiunii, la ordinele Securității vor avea loc o serie de schimbări în dispozitivul penitenciarului: ofițerul politic Iacob va fi înlocuit cu Gheorghe Sucigan, în calitate de șef al Biroului Operativ, și Constantin Pruteanu, ca ajutor al său. Ulterior, Pruteanu va fi înlocuit cu Constantin Avădani. La rândul său, directorul Lazăr este înlocuit cu căpitanul Constantin Gheorghiu. Deși brutal cu deținuții, pe care îi bătea personal, Lazăr s-a opus reeducării violente, cerându-i lui Tudor Sepeanu ordin scris cu privire la această inițiativă, acesta constituind motivul înlocuiri sale. 
În timp, cu ajutorul reeducaților de la Pitești și a grupului informatorilor local, Biroul Inspecții a reușit să constituie puternica rețea informativă necesară începutului demascărilor, care controla toate pozițiile cheie ale închisorii, de la conducerea atelierelor până la echipa sanitară. La sfârșitul lunii septembrie 1950, Sucigan s-a întors de la București cu ordinul începerii demascărilor. Dispozitivul de reeducare fusese testat deja în camera de izolare 96, victimele fiind Ion Bolocan și Virgil Finghiș.
Procedura era identică cu cea de la Pitești, liderii rețelei informative selectau și grupau pe camere deținuții care urmau să treacă prin procedură, respectiv informatorii care urmau să se infiltreze printre aceștia. La ordinul Biroului Inspecții, gardienii făceam mutările necesare. În perioada următoare, în camerele de detenție se crea o atmosferă pro-legionară, susținută de informatori, propice întăriri relațiilor dintre deținuți. Urma apoi șocul: legionarilor li se cerea să-și facă demascarea. Cei care refuzau erau bătuți și torturați până cedau. Medicul Viorel Bărbos și sanitarul Vasile Mocodeanu, ajutați de deținuții din echipa sanitară, erau singurii cărora li se permitea contactul cu demascații, pentru tratarea rănilor. Internările se făceau numai cu avizul Biroului Inspecții. Demascările erau redactate în fața șefilor de comitete, pe bucăți de săpun sau hârtie de sac, erau corectate de ofițerii Biroului, și doar apoi scrise pe hârtie albă și transmise la București. Demascările care nu se verificau pe teren, în urma descinderii Securității, erau retrimise în închisoare, pentru validare.

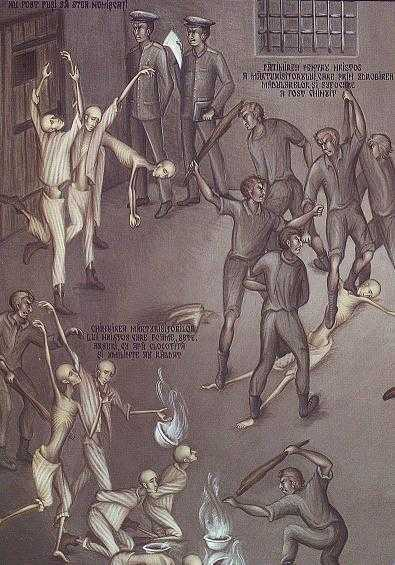
Detaliu din Icoana noilor martiri ai pământului românesc, mănăstirea Diaconești, ilustrând torturile deținuților de la Gherla.

Torturile erau variate: deținuții erau obligați să stea în poziții incomode - "de gândire" - perioade îndelungate, uneori zile la rând; de exemplu, în picioare cu brațele întinse, erau forțați să mănânce mâncarea fierbinte, fără lingură, li se se dădea să bea doar apă cu sare sau erau obligați să mănânce fecale sau vomă și să bea urină. Vara erau ținuți în picioare zile întregi, cu ochelari la ochi, îmbrăcați cu toate hainele și încărcați cu bagaje ca să transpire, fără să primească apă; erau obligați să "sufle în bec ca să-l stingă", mascați și obligați să danseze pentru a fi batjocoriți.
De exemplu, Chirică Gabor descrie torturile la care a fost supus:
„După bătaia pe care am descris-o, am fost scos într-o zi în mijlocul camerei cu încă doi deținuți, care erau vopsiți pe față cu pastă de denți și cremă de ghete. Am fost obligați să ne sărutăm reciproc în fund, după aceasta m-au forțat să-mi bag degetul în fund și apoi să-l sug. După aceasta, timp de două săptămâni  am fost obligat să fac în fiecare seară și dimineață lungi și istovitoare exerciții fizice, ca fandări, culcări și să mă dau peste cap pe ciment, în cameră. un alt mijloc de tortură la care am fost supus, era acela de a sta desbrăcat numai în cămașă pe cimentul ud, trebuind să mă uit totodată la becul ce ardea în tavan, În timpul acestor poziții chinuitoare, nu eram lăsați să mâncăm decât tot așa, fie într-un picior, fie cu mâinile ridicate în sus. Cine își schimba poziția era bătut. Într-o zi am fost dus la closet și obligat să-l curăț cu mâinile, ca apoi[,] fără sa-mi dea voie să ma spăl, m-au pus să-mi mănânc pâinea. [...] În acest timp colectivul lor a împletit din sfoara ce o aveam la opinci, o frânghie și au spus că mă spânzură de țeava caloriferului. În urma acestei întâmplări am fost lăsat să stau iar vre-o săptămână în poziții chinuitoare, ca după aceia să înceapă iar bătaia. Bătaia asupra mea dura în general atât, cât putea să reziste, organizmul, adică până când leșinam sau începea sângele să-mi curgă.”— Chirică Gabor, Proces-Verbal de interogatoriu (I), 11/04/1952, în Memorialul ororii, pag. 13
Înainte ca deținuții să fie maltratați, aceștia erau consultați de către reeducații din echipa sanitară, pentru ca bolnavii de inimă să nu moară. În cazul deceselor survenite în timpul reeducării, medicul punea un diagnostic fals pe certificatul de deces, de obicei indicând o boală de care deținutul suferise anterior. Au avut loc totodată numeroase tentative de sinucidere printre deținuți: unii au încercat să-și taie venele cu linguri ascuțite, Ion Pangrate a încercat să-și taie gâtul cu sticla de la geamul celulei, s-au aruncat din pat cu capul în pardoseală sau cu capul în cazanul de supă fierbinte. În penitenciarul Gherla, reeducarea de tip Pitești a avut loc la etajul 3. Camera de detenție 99 era locul central al demascărilor (echivalentul camerei 4 spital de la Pitești), iar comitete de reeducare erau în mai multe camere pe tot etajul.
Pe 30 august 1951, a ajuns la Gherla un grup de 180 de deținuți coordonați de Eugen Țurcanu, fiind încarcerați în camerele 103-106. În timp, o bună parte vor fi integrați în rețeaua informativă a închisorii și în dispozitivele de reeducare. Aceștia veneau totuși dintr-un loc în care demascările fuseseră deconspirate, iar acest lucru, împreună cu alte probleme precum decesele din dispozitiv, a dus la ordonarea - de către Avădani - sistării demascărilor. Acestea nu au fost însă stopate, ci doar ritmul lor încetinit. În urma acestei decizii, Țurcanu a conceput un Plan de diversiune și reeducare a deținuților din penitenciarul Gherla, în scopul continuări activității de reeducare pe cale nonviolentă. Planul era conceput în trei faze: 
- prima fază presupunea favorizarea organizării unui grup legionar în închisoare, urmărind creșterea moralului acestuia, iar în paralel crearea unui grup de reeducare care avea rolul de a agita problema organizări legionare.
- a doua fază prevedea demascarea organizației într-o adunare publică, izolarea vârfurilor acesteia și prelucrarea acestora. Prelucrarea consta în venirea reeducaților în fața vârfurilor legionare cu care au activat în prima fază, cu scopul de a-i determina să participe la cea de-a treia.
- a treia fază prevedea activitățile de reeducare și presupunea citirea de cărți cu conținut marxist și organizarea de conferințe.[118]

Planul a fost stopat în decembrie 1951, când se afla la începutul celei de-a treia faze.
Reeducarea de tip Pitești din închisoarea Gherla a continuat până în februarie 1952, când au fost desființate ultimele camere de izolare; prind dispozitivul de reeducare au trecut între 500 și 1000 de deținuți. Violențele s-au soldat cu aproximativ 20 de morți.

### Canalul Dunăre-Marea Neagră

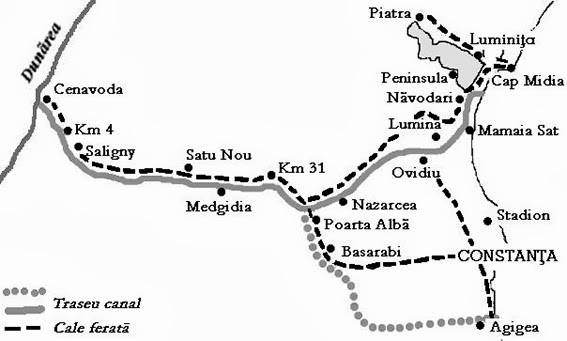
Plasarea lagărelor de muncă forțată la șantierul Canalului Dunăre-Marea Neagră.

Lucrările la Canalul Dunăre-Marea Neagră au început în vara anului 1949, pe traseul urmat de Valea Neagră, ce traversa Dobrogea de la Est la Vest. La originea construcției Canalului se află solicitarea adresată de Stalin lui Gheorghe Gheorghiu-Dej în 1948, iar scopul acestuia era unul economic doar în plan secundar. Întâi de toate, Canalul Dunăre-Marea Neagră a fost un proiect de inginerie socială, care viza constuirea de noi cadre politice și tehnice. Regimul comunist de la București nu își permitea finanțarea unui asemenea proiect, decizia construirii lui a fost una strict politică și urmărea, pe de o parte, dezvoltarea unui laborator în care să fie creat Omul Nou, construit după chipul și asemănarea doctrinei Marxist-Leninistă. 
„Este un laborator care[,] timp de patru-cinci ani cât o să dureze munca la Canal, trebue să ne dea după un plan anumit un număr de oameni calificați, disciplinați, cu nivel de conștiință ridicată, cu nivel politic, cu experiență de organizare, conducători de șantiere.”— Instructajul făcut de tov. Gheorghiu-Dej cu brigada de partid care pleacă la Canal (22.03.1950)
Pe de altă parte, se urmărea lichidarea vechilor elite sociale și politice prin folosirea deținuților politici la munca forțată, instaurarea unui regim de exterminare și continuarea procesului de reeducare din închisori. Deși la Canal s-a avut în vedere mai degrabă reeducarea prin muncă decât cea prin violență, cele două au coabitat, iar în condițiile regimului dur de detenție instaurat, destinația finală a deținuților o constituiau gropile comune.
Pe traseul Canalului au fost înființate 12 lagăre de muncă: Cernavodă (Columbia), Kilometrul 4 (Saligny), Kilometrul 23, Kilometrul 31 (Castelu), Poarta Albă, Galeș, 9 Culme, Peninsula , Năvodari, Midia, Constanța (Stadion) și Eforie Nord. Lagărul Poarta Albă era centrul de repartizare a deținuților spre celelalte lagăre, fiind situat aproximativ la jumătatea distanței dintre Dunăre și Marea Neagră. În general, la Poarta Albă rămâneau cei cu condamnări sub 5 ani iar cei cu condamnări între 5 și 10 ani erau trimiși la Peninsula.
Conform documentelor din Fondul Procuratura Regională Constanța, care se referă la deținuți ce lucrau pe șantier (în perioada delimitată majoritatea au constituit-o deținuți politici), numărul acestora în perioada 1949-1955 a variat în felul următor:
- 1949: 6.400 (1 septembrie), 7.721 (1 octombrie), respectiv 6.422 (30 octombrie).
- 1950: 5.382 (30 iunie), 5.772 (30 Iulie), 6400 (30 august), respectiv 7.721 (30 septembrie).
- 1951: 15.000 (6 iunie) și 15.609 (1 septembrie).
- 1952: 11.552 (februarie), 14.809 (martie), 14.919 (aprilie), 17.150 (mai), 17.837 (iulie), 22.442 (august), respectiv 20.768 (septembrie).
- 1953: 20.193 (aprilie), 17.014 (iunie) și 14.244 (iulie).[124]

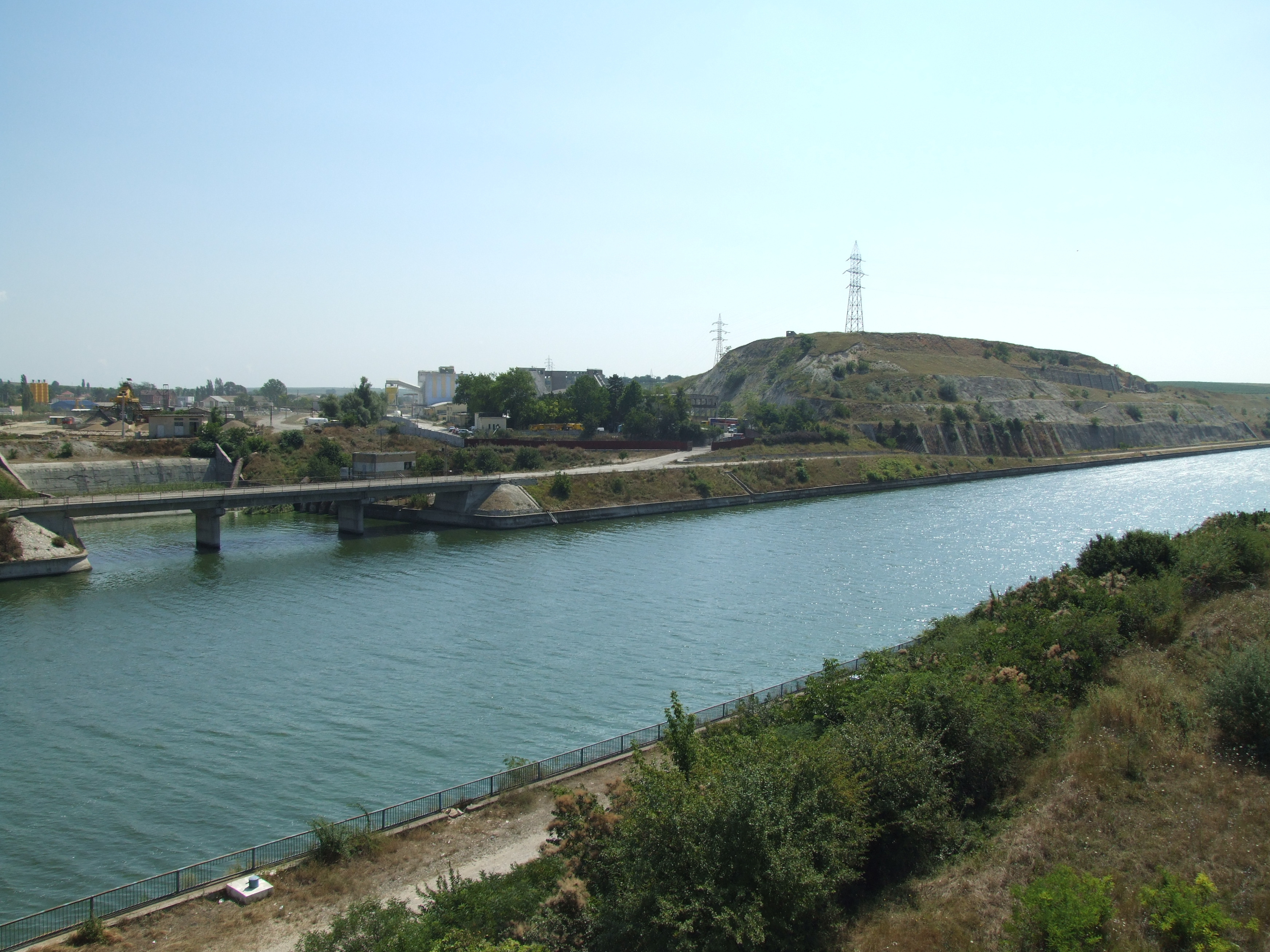
Canalul Dunăre-Marea Neagră în zona Murfatlar.

Lagărul Peninsula, înființat în iunie 1950, se afla între Poarta Albă și Ovidiu, la aproximativ 12 kilometri de Poarta Albă, pe malul Lacului Siutghiol, vizavi de Mamaia. Lagărul era compus dintr-o adunătură de barăci-tip, construite din paiantă, tencuite la exterior și acoperite cu carton smolit, în forma literei "H" (erau numite ”hașuri”); extremitățile reprezentau dormitoarele brigăzilor, iar transversala, situată lângă ușă, conținea spălătoarele. Se dormea pe priciuri din lemn de brad, acoperite cu saltele de paie. Capacitatea maximă a lagărului era de 5000 de deținuți. De-a lungul existenței lagărului, la conducerea sa s-au succedat mai mulți comandanți: locotenentul Ion Ghinea, întâiul comandant, succedat de Dobrescu - noiembrie 1950, Ilie Zamfirescu - martie 1951, Ștefan Georgescu - mai 1951, Mihăilescu - noiembrie 1951, Tiberiu Lazăr, fostul comandant de la închisoarea Gherla - februarie/martie 1952, Petre Burghișan - noiembrie 1952, respectiv Eugen Cornățeanu - iulie 1953.
Condițiile de detenție erau deosebit de dure. În general, deșteptarea era la ora 5:00, iar munca începea la 6:00 sau 7:00, în funcție de distanța până la șantier. Pauza de masă era de o jumătate de oră, iar munca se continua până la orele 15:30. Hrana varia în funcție de perioadă. Dimineața se primea o zeamă de orz prăjit ("cafeaua") și 250 de grame de pâine, neagră, veche și tare. La prânz și seara, pe lângă sfertul de pâine, se mai dădea o gamelă de arpacaș sau o ciorbă de zarzavaturi, murate ori dulci. Mâncarea era atât de puțin consistentă, încât unii deținuți își completau necesarul de calorii cu șerpi prinși pe șantier.
Lagărul Peninsula era alcătuit din șase șantiere: 
- șantierul propriu-zis Peninsula, aflat în apropierea lagărului.
- șantierul Mamaia, unde se lucra la încărcatul și descărcatul vagoneților.

„Se încărcau vagoneții cu o iuțeală de apucați învîrtejiți în pulbere și vânt - uneltele hîrîiau surd și insistent ca sub talpa iadului -, se impingeau de zor, în pas grăbit până la marginea ghiolului, unde se deșertau rapid, se întorceau la locul de încărcare în pas alergător, se încărcau grăbit și iarăși se alungau spre locul de descărcare și iarăși și iarăși, timp de 12 ore neîncetat, minus ora de prânz. Spectacolul acestui dute-vino în grabă cu vagoneții părea să se petreacă într-un tărâm nelumesc, unde niște cadavre vii, îmbrăcate pestriț, împingeau - împinse la rîndul lor de niște demoni nevăzuți - niste vagoneți-fantome.”—Teohar Mihadaș, Pe muntele Ebal. pag. 164-165
- șantierul Mustață, unde se aducea pământul și piatra săpate pe alte șantiere pentru acoperirea unei văi dintre două dealuri, scopul fiind obținerea unor terenuri pentru agricultură.
- șantierul Canara, unde se excava, spărgea, concasa și încărca piatra.
- șantierul Ring-Creastă, unde se lucra la săpatul pământului.
- șantierul Năvodari, unde se lucra la încărcarea nisipului mării în camioane.[138]

În paralel, se lucra la terasarea terenului pentru calea ferată și șoseaua care aveau să flancheze Canalul. Norma unui deținut era de 3m3 de pământ pe zi, care trebuia: săpat, încărcat în vagonet, transportat, basculat și nivelat pe taluz. Deținuții transferați de la Pitești în mai 1950 lucrau la săpatul și transportul pământului pietros în vagoneți de 150Kg, pe o distanță de 100 de metri. Norma era de 3.5m3 pe zi - pentru a fi îndeplinită erau necesare până la 40 de roabe - de 3-4 ori mai mare decât cea pentru muncitorii liberi.
Cei care nu reușeau să îndeplinească norma erau persecutați prin diferite metode, de la reducerea rației de mâncare, atribuirea de munci suplimentare după program, interzicerea corespondenței cu familia sau chiar carceră.
La sfârșitul lunii iulie 1950 se înființează brigăzile desciplinare (brigăzile 13 și 14), inițial formate din reeducați de la Pitești, în frunte cu Iosif Steier și Coloman Fuchs. În cadrul acestor brigăzi a fost inițiată demascarea la Canal.
Astfel, deținuții transferați de la Gherla și Pitești, dar care nu erau considerați suficient reeducați, sau deținuții „recalcitranți” din lagăr erau transferați la barăcile 13 și 14, unde erau bătuți și torturați pentru a-și face demascarea.
Una din cele mai violente manifestări a avut loc în noaptea de 21 iunie 1951 (numită ulterior de deținuți Noaptea Sfântului Bartolomeu) când 14-15 deținuți au fost brutal bătuți în braca brigăzii 14 de către pontatori și brigadieri reeducați precum Maximilian Sobolevschi, Constantin Sofronie, Pompiliu Lie, Ion Lupașcu, Simion Enăchescu, Ion Bogdănescu și alții.
„Maltratările au început cu Tudor Anghel, un muncitor mecanic din București, «înalt, brunet, destul de slab (aproape deșirat) și, deoarece îi lipseau câtiva dinți, vorbea puțin sâsâit». Bogdănescu l-a apucat cu mâna stângă de păr, iar cu dreapta a început să-l lovească cu un fel de baston de cauciuc, înjurându-l: «Dumnezeii și cristoșii mă-tii de 'cemelist' [aluzie la Corpul Muncitoresc Legionar], crezi că-ți mai poți bate joc de noi?». Deținuții care aveau instrumente muzicale au început să cânte, iar la ordinul lui Bogdănescu nou-veniții au fost maltratați ca în timpul demascării: mai întâi, pentru câteva minute, la grămadă, «nesistematic», apoi «organizat»: doi reeducați la un maltratat. Cum unii dintre cei bătuți și-au pierdut cunoștința, a fost chemată echipa sanitară, compusă din patru foști studenți de la Medicină, conduși de Anton (Toni) Nisipeanu. Cu o găleată de apă și un prosop. Nisipeanu le-a șters torturaților sângele de pe față, iar ceilalți demascatori i-au ridicat pe prici. «Nu grija pentru sănătatea noastră îi deranja, ci, înainte de toate, îi interesa moralul bătăușilor. Se temeau că aceștia, la vederea sângelui, se vor înmuia și nu vor mai lovi cu destulă... ardoare.» Apoi torturile au fost reluate.”—Vasile Gurău, După gratii. pag. 329
În lagăr se practica contrabanda cu medicamente, care erau confiscate din pachetele deținuților și apoi vândute înapoi celor disperați la bursa neagră. Metode de umilire, precum stâlpul infamiei, erau aplicate celor care încercau să evadeze și uneori celor care refuzau să iasă la muncă. S-au înregistrat cazuri în care soldați însărcinați cu paza înscenau evadări și împușcau deținuții fără somație. O astfel de acțiune se solda cu 15 zile de permisie.
Unul din evenimentele care au influențat regimul de detenție de la Canal, dar și întregul proces de reeducare din penitenciarele din țară, a fost moartea doctorului Ion Simionescu la 12 iulie 1951. În vârstă de 67 de ani, torturat în repetate rânduri de către reeducați, bătut, înfometat și pus la muncile cele mai grele, acesta, sub pretextul de a se duce la closet, s-a îndreptat spre ieșirea din cordon unde a fost împușcat de pază. În urma acestor fapte, deținuții Cicerone Ionițoiu și Constantin Ionașcu au redactat o serie de misive pe care au reușit să le trimită în afara lagărului, de unde ajungeau în străinătate, inițial la radio Ankara, via portul Constanța.
Munca forțată la Canal a fost încetată la 18 iulie 1953. Deținuții de la Peninsula au fost mutați la închisorile Aiud și Gherla. În lagăr au mai rămas deținuți politici, care lucrau la demontarea liniilor de vagoneți și a barăcilor, respectiv la predarea construcțiilor neterminate către civili.
Datorită condițiilor de muncă și detenție inumane, s-au înregistrat foarte multe decese. În vara anului 1951, în spatele infirmeriei, în fiecare zi erau aliniate în pielea goală patru-cinci cadavre. În iarna 1952-1953, în fiecare noapte mureau patru-cinci deținuți. Investigațiile Asociației Foștilor Deținuți Politici din România (AFDPR) Constanța în registrele de decese ale localităților aflate de-a lungul Canalului indică un număr de 6355 de lucrători la canal (eufemismul pentru deținuți) decedați în perioada 1949-1953.

## Procese

### Procesul Eugen Țurcanu
Dorind să impună impresia generală că acțiunea violentă de reeducare este dezvoltată exclusiv de către deținuți, Securitatea a hotărât limitarea numărului de persoane care să fie la curent cu implicarea regimului în implicarea ei. Cu excepția inițiatorilor reeducării: Gheorghe Pintilie și Alexandru Nicholschi, a conducătorilor Serviciului Operativ: Iosif Nemeș și Tudor Sepeanu, respectiv a ofițerilor politici din închisori, foarte puține persoane din cadrul administrației - chiar și cele care bănuiau că se folosește bătaia pentru obținerea materialului informativ - erau la curent cu metodele folosite pentru obținerea acestuia, inclusiv direcția penitenciarelor, personalul administrativ, respectiv majoritatea direcțiilor Securității.
Deținutul Vintilă Vais ajunge la Gherla în luna mai 1951. Arestat pentru o presupusă favorizare de trecere de frontieră, în realitate el căzuse victimă unei răfuieli personale cu ministrul adjunct Marin Jianu, despre care avea informații compromițătoare. Torturat, acesta a făcut o serie de afirmații compromițătoare despre persoane sus puse în angrenajul partidului comunist, cum ar fi Teohari Georgescu, Petru Groza, Alexandru Nicolschi, Tudor Sepeanu, Gheorghe-Gheorghiu Dej și alții. Declarațiile lui Vais au provocat neliniște în cadrul Securității și vor duce la declanșarea unor anchete în penitenciare și dezavuarea secretului reeducării în cadrul forurilor superioare. Acest lucru, coroborat cu o serie de alți factori, cum ar fi: după doi ani de torturi, deținuții nu mai puteau ascunde informații relevante; sub constrângerea torturii, deținuții ajungeau să fabuleze conspirații, pentru a-și mulțumi reeducatorii, fapt care ducea la risipă de efort din partea Securității, care era nevoită să verifice faptele pe teren, respectiv numărul mare al morților, au condus la încetarea acțiunii violente.
În cadrul acestui proces vor fi înaintați tribunalului pentru condamnare un număr de 22 de deținuți: Eugen Țurcanu, Vasile Pușcașu, Alexandru Popa, Maximilian Sobolevski, Mihai Livinschi, Ion Stoian, Cristian Șerbănescu, Constantin P. Ionescu, Octavian Voinea, Aristotel Popescu, Pafnutie Pătrășcanu, Dan Dumitrescu, Vasile Păvlăvoaie, Octavian Zbranca, Constantin Juberian, Cornel Popovici, Ion Voin, Ioan Cerbu, Gheorghe Popescu, Grigore Romanescu, Cornel Pop și Constantin Juberian.
Ancheta s-au desfășurat în paralel la Ploiești și Râmnicu-Sărat, anchetatorii urmând să imprime ideea că toată activitatea de la Pitești și Gherla a fost o acțiune legionară comandată subversiv din Austria de către Horia Sima și urmărea compromiterea Partidului Comunist. Anchetatorul scrie procesele verbale, anchetatul fiind forțat, sub presiuni fizice și morale, să le semneze.
În urma sentinței date la 10 noiembrie 1954 de către Tribunalul Militar pentru Unități MAI, toți acuzații au fost condamnați la moarte. Majoritatea au fost executați prin împușcare la Jilava, pe 17 decembrie 1954. Singurii care nu au fost executați au fost: A Popa, O. Voinea, A. Popescu, D. Dumitrescu și P. Pătrășcanu.